# Chvatimech (przystanek kolejowy)
Chvatimech – przystanek kolejowy znajdujący się we wsi Podbrezová, w kraju bańskobystrzyckim, na linii kolejowej 172 Banská Bystrica – Červená Skala, na Słowacji.